# Poliomavirus JC
Il  virus JC (JCV), anche conosciuto come virus di John Cunningham è un tipo di Polyomavirus umano (precedentemente conosciuto come papovavirus) ed è geneticamente simile al BK virus e all'SV40. Fu scoperto nel 1971 e nominato con le due iniziali del nome di un paziente che era affetto da leucoencefalopatia multifocale progressiva (PML). Il virus è responsabile appunto della PML e di altre malattie, le quali insorgono solamente in caso di immunodeficienza, come nel caso dell'AIDS o durante un trattamento con farmaci che inducono uno stato di immunosoppressione (ad esempio nelle persone che hanno ricevuto un trapianto d'organo).

## Epidemiologia
Il virus è molto comune essendo presente nel 70-90% della popolazione; e la maggior parte delle persone contrae il JCV durante l'infanzia o l'adolescenza. Si trova in alte concentrazioni nelle acque di scolo urbane in tutto il mondo, portando alcuni ricercatori a sospettare che l'acqua contaminata sia una tipica via di infezione.
Minori variazioni genetiche si trovano con consistenza in aree geografiche differenti; perciò, l'analisi genetica di campioni di poliomavirus JC è stata utile nel tracciare la storia delle migrazioni umane.

## Infezione e patogenesi
Il sito iniziale di infezione potrebbero essere le tonsille, o forse il tratto gastrointestinale. Il virus rimane quindi latente nel tratto gastrointestinale e può anche infettare le cellule epiteliali tubulari nei reni, dove continua a riprodursi, provocando la presenza di particelle virali nelle urine.
Il JCV può attraversare la barriera emato-encefalica e raggiungere il sistema nervoso centrale, dove infetta gli oligodendrociti e gli astrociti, forse attraverso il recettore della serotonina 5-HT2A. Il DNA virale del virus JC può essere rilevato nel tessuto cerebrale di pazienti sia affetti, sia non affetti da leucoencefalopatia multifocale progressiva (PML).
L'immunodeficienza o l'immunosoppressione permette al JCV di riattivarsi. Nel cervello causa la leucoencefalopatia multifocale progressiva (PML), solitamente fatale, distruggendo gli oligodendrociti. Non si sa se questo rappresenti la riattivazione di JCV all'interno del SNC o l'immissione di JCV nuovamente riattivati nel sangue o nel sistema linfatico. Diversi studi a partire dal 2000 hanno suggerito che il virus sia collegato anche al cancro colon-rettale, poiché JCV sono stati scoperti in tumori maligni del colon, ma queste scoperte sono ancora controverse.

## Terapia
Non esiste vaccino né una terapia specifica per arrestare la progressione dell'infezione virale. L'obiettivo è ridurre l'immunosoppressione del paziente.
L’attivazione di questo virus può anche essere un effetto collaterale dell’utilizzo del Natalizumab (nome commerciale: Tysabri) o altri farmaci che inducono linfopenia severa (linfociti <500 unità per mm^3 di sangue) protratta per periodi superiori a 6 mesi, in pazienti affetti da sclerosi multipla, in quanto tali farmaci neutralizzano la sorveglianza linfocitaria nel sistema nervoso centrale.